# Vrbka (přírodní památka)
Vrbka je přírodní památka evidenční číslo 5909 asi 0,5 km východně od vesnice Vrbka u Budyně nad Ohří v okrese Litoměřice. Chráněné území s rozlohou 15,4803 ha bylo vyhlášeno 1. listopadu 2013. Důvodem jeho zřízení je výskyt polopřirozených suchých trávníků a facií křovin na vápnitém podloží a dubohabřiny s řadou vzácných druhů rostlin například sasanka lesní (Anemonoides sylvestris), kozinec rakouský (Astragalus austriacus), zeměžluč spanilá (Centaurium pulchellum), chrpa chlumní (Centaurea triumfettii), okrotice bílá (Cephalanthera damasonium), svída dřín (Cornus mas), čičorka pochvatá (Coronilla vaginalis), třemdava bílá (Dictamnus albus), lilie zlatohlavá (Lilium martagon), len tenkolistý (Linum tenuifolium), vstavač nachový (Orchis purpurea), vemeník dvoulistý (Platanthera bifolia), živočichů otakárek ovocný (Iphiclides podalirius), přástevník kostivalový (Euplagia quadripunctaria) nebo chrobák ozbrojený (Odonteus armiger) a hub voskovečka černotečkovaná (Camarophyllopsis atropuncta), muchomůrka ježatohlavá (Amanita echinocephala), závojenka plavozelená (Entoloma incanum) nebo čirůvka růžovolupenná (Tricholoma orirubens).